# 木村美里
木村美里（1991年10月29日—），出生於日本東京都秋留野市，是前日本女子排球運動員，曾效力於東麗箭，場上位置為自由人。身高161公分，體重58公斤，血型O型。
姐姐為日本知名排球選手木村沙織，兩人曾經也是東麗箭的隊友。

## 生涯簡介
高校時期就讀與姊姊相同的下北澤成德高等學校，當時曾經參與全國高等學校排球選拔優勝大會、全國高等學校綜合體育大會排球競技大會等賽事，二年級時還進入全國高等學校綜合體育大會排球競技大會的四強。
2010年，加入東麗箭，與姊姊隸屬同隊。此外，同於東麗箭的的姊妹選手還包括大山加奈、大山未希（兩人均於2010年退役），木村姊妹則為第二組。
2010年10月，她首次入選日本女排，代表參加2010年亞洲運動會。該屆八強賽日本0比3落敗於韓國後，確定無法爭取獎牌，最終成績以第六名告終。
2018年宣佈退役。

## 經歷
- 生涯簡歷

八王子市立加住小學校（秋川J.V.C） → 世田谷區立北澤中學校 → 下北澤成德高等學校 → 東麗箭（2010年至今）
- 日本女排（2010年）
  - 亞洲運動會 - 2010年

## 榮譽

### 俱樂部
- 2010/11賽季V超級聯賽 -  亞軍
- 第60屆黑鷲旗全日本男女選拔排球大會 -  冠軍
- 2011年天皇杯及皇后杯全日本排球選手權大會 -   冠軍
- 2011/12賽季V超級聯賽 -  冠軍
- 2012年天皇杯及皇后杯全日本排球選手權大會 -   亞軍
- 第61屆黑鷲旗全日本男女選拔排球大會 -  亞軍
- 2012年亞洲女子排球俱樂部錦標賽[1]-  亞軍
- 2012/13賽季V超級聯賽 -  亞軍

## 外部連結
- V聯賽球員介紹 （页面存档备份，存于） （日語）
- 東麗箭女排隊官方網站 （页面存档备份，存于） （日語）
- 東麗箭女排選手簡介 - 木村美里 （日語）